# Erich Bergel
Erich Bergel (n. 1 iunie 1930, Râșnov, România – d. 3 mai 1998, Ruhpolding, Bavaria, Germania) a fost un dirijor sas din Transilvania.
După absolvirea liceului din Sighișoara, a studiat între 1950 și 1955 la Conservatorul din Cluj, unde i-a avut ca profesori și pe Antonin Ciolan și Liviu Comes.
A fost închis pe motive politice (propagarea muzicii religioase în biserici și cântatul unor cântece în limba germană, declarate de autorități ca fiind „fasciste”, la o cabană de munte).
între 1958 și octombrie 1962.
Între 1966 și 1971 a fost dirijor al Filarmonicii din Cluj.
A fugit în Germania în 1971, unde a fost susținut de către Herbert von Karajan.
Între 1974  și 1980 a condus Internationale Bayreuther Jugendfestspiele.
Din 1979 a fost profesor pentru Orchesterleitung und –erziehung („dirijat și educație orchestrală”) la Academia de arte din Berlinul de Vest.
Între 1989 și 1994 a fost dirijor principal al Orchestrei Societății Simfonice din Budapesta.
A fost fratele scriitorului Hans Bergel.

## Discografie
- Johann Sebastian Bach revisited. Cluj Philharmonic Orchestra, Erich Bergel and Gergely Vajda, Audio CD - 2005
- Metamorphosen/Symphonie 2: Strauss und Honegger, Camerata Transylvania, Budapest Music Center, 2001
- Chopin. Piano Concertos no 1 & 2, Budapest Symphonic Orchestra, Denon, 2003

## Scrieri
- Johann Sebastian Bach. Die Kunst der Fuge. Max Brockhaus, Bonn, 1980
- Bachs letzte Fuge, Max Brockhaus, Bonn, 1985
- Johann Sebastian Bach. Die Kunst der Fuge. Partitur, Max Brockhaus, Bonn, 1997

## Ordine și distincții
- Cetățean de onoare al orașului Brașov (1996)[12]